# Potentiel zêta

Concentration ionique et différence de potentiel en fonction de la distance à la surface d'une particule en solution.

Le potentiel zêta (ou potentiel électrocinétique zêta) représente la différence de potentiel entre la surface de la particule, recouverte d’ions opposés et solidement fixés, et le point de neutralité.

## Description
Le potentiel zêta est un bon indicateur des interactions entre particules et donc de la stabilité des colloïdes tels que les émulsions (selon la théorie DLVO développée par Boris Derjaguin, Lev Landau, Evert Verwey et Theodoor Overbeek en 1940 qui propose que la stabilité des particules en suspension dépend d’un potentiel d’interaction total). La mesure du potentiel zêta permet donc de prévoir le comportement des émulsions et des suspensions (méta-stabilité, crémage, coalescence, agglutination…), et donc de résoudre certains problèmes de formulation.
Selon W. Pollack, concernant l'hémagglutination, le potentiel ζ est proportionnel à la charge σ des hématies, inversement proportionnel à la constante diélectrique D du milieu, et à la racine carrée de la force ionique μ, soit
{\displaystyle \zeta \propto {\frac {\sigma }{D}}{\sqrt {\mu }}}.
Le potentiel zêta peut être positif (cationique) ou négatif (anionique). Le point zêta zéro correspond au potentiel zêta au plan de cisaillement (Slipping plane sur le diagramme à droite) qui est à la limite entre les ions accrochés à la particule et les ions de la couche diffuse (non liés).

## Détermination
Plusieurs techniques permettent de mesurer le potentiel zêta ː
- Phénomènes électroacoustiques et électrocinétiques[4]
- Méthodes optiques ː vidéomicroscopie et diffusion électrophorétique de la lumière[5]
- Méthodes acoustiques ː courant de vibration colloïdale et amplitude sonique électrique[6]
- Méthodes de potentiel d’écoulement et de courant d’écoulement[7]

## Stabilité d'un colloïde en fonction du potentiel zêta
| Potentiel zêta (mV) | Stabilité                         |
| ------------------- | --------------------------------- |
| 0 à 5               | Coagulation ou floculation rapide |
| 10 à 30             | Instabilité naissante             |
| 30 à 40             | Stabilité modérée                 |
| 40 à 60             | Bonne stabilité                   |
| >61                 | Excellente stabilité              |